# Pseudogagrella amamiana
Pseudogagrella amamiana is een hooiwagen uit de familie Sclerosomatidae.